# Iacri
Iacri este un oraș în São Paulo (SP), Brazilia.